# The Tipping Point (album de Tears for Fears)
Pour l’article homonyme, voir The Tipping Point.
Albums de Tears for Fears
Rule the World: The Greatest Hits
(2017) Songs for a Nervous Planet
(2024)
Singles
1. The Tipping Point
Sortie : 7 octobre 2021
2. No Small Thing
Sortie : 3 décembre 2021
3. Break The Man
Sortie : 13 janvier 2022

The Tipping Point est le septième album studio du groupe pop rock anglais Tears for Fears, publié le 25 février 2022 sur le label Concord Records. C'est le premier album studio du groupe depuis Everybody Loves a Happy Ending, paru près de dix-huit ans auparavant. 

## Présentation
Les titres de l'album comprennent The Tipping Point, qui est sorti accompagné d'un clip en octobre 2021, ainsi que My Demons, Please Be Happy et Stay (ce dernier était précédemment sorti, avec un mix légèrement différent, sur la compilation Rule the World, parue fin 2017). Des éditions "Deluxe" de l'album (dont une "Super Deluxe" proposée à seulement 2000 exemplaires) sont également publiées.

## Liste des titres
| No  | Titre                 | Auteur                                         | Durée |
| --- | --------------------- | ---------------------------------------------- | ----- |
| 1.  | No Small Thing        | Roland Orzabal, Curt Smith                     | 4:42  |
| 2.  | The Tipping Point     | Roland Orzabal, Charlton Pettus                | 4:13  |
| 3.  | Long, Long, Long Time | Charlton Pettus, Curt Smith, Roland Orzabal    | 4:31  |
| 4.  | Break the Man         | Curt Smith, Charlton Pettus                    | 3:55  |
| 5.  | My Demons             | Florian Reutter, Roland Orzabal, Sacha Skarbek | 3:08  |
| 6.  | Rivers of Mercy       | Charlton Pettus, Doug Petty, Roland Orzabal    | 6:08  |
| 7.  | Please Be Happy       | Roland Orzabal, Sacha Skarbek                  | 3:05  |
| 8.  | Master Plan           | Roland Orzabal                                 | 4:37  |
| 9.  | End of Night          | Roland Orzabal                                 | 3:23  |
| 10. | Stay                  | Charlton Pettus, Curt Smith                    | 4:36  |

| Deluxe CD edition(s) | Deluxe CD edition(s)                                                            | Deluxe CD edition(s) | Deluxe CD edition(s) | Deluxe CD edition(s) | Deluxe CD edition(s) | Deluxe CD edition(s) | Deluxe CD edition(s) | Deluxe CD edition(s) | Deluxe CD edition(s) |
| No                   | Titre                                                                           | Durée                |                      |                      |                      |                      |                      |                      |                      |
| -------------------- | ------------------------------------------------------------------------------- | -------------------- | -------------------- | -------------------- | -------------------- | -------------------- | -------------------- | -------------------- | -------------------- |
| 11.                  | Secret Location (sur l'Edition Deluxe européenne)                               | 4:04                 |                      |                      |                      |                      |                      |                      |                      |
| 12.                  | Let It All Evolve (sur les Editions américaine (magasins Target) et japonaise)  | 4:25                 |                      |                      |                      |                      |                      |                      |                      |
| 13.                  | Shame (Cry Heaven) (sur les Editions américaine (magasins Target) et japonaise) | 5:31                 |                      |                      |                      |                      |                      |                      |                      |
| 56:26                |                                                                                 |                      |                      |                      |                      |                      |                      |                      |                      |

Note : ces trois titres bonus sont seulement disponibles ensemble sur l'édition CD super deluxe "SDE", limitée à 2000 exemplaires.

## Personnel
Tears for Fears
- Roland Orzabal – chant, guitares, claviers, programmation, mixing (5, 9)
- Curt Smith – chant, basse, claviers, mix (5, 9)

Musiciens additionnels
- Charlton Pettus – guitare, claviers, programmation, mix (1, 3, 4, 6-8, 10, 11)
- Max von Ameln – guitare (5)
- Doug Petty – accordéon, Orgue Hammond (1), piano (6), arrangements des cordes (7)
- Sacha Skarbek – piano (7)
- Jamie Wollam – batterie (1)
- Aaron Sterling – batterie (1, 4, 6)
- Florian Reutter – programmation, production des vocaux (3)
- Carina Round – chœurs (1, 3, 5, 6)
- Jason Joseph – arrangements des voix, chœurs (6)
- Charles Jones – chœurs (6)
- Jessi Collins – chœurs (6)
- Lauren Evans – chœurs (6)

Technique
- Ted Jensen – mastering (1-10)
- Justin Shturtz – mastering (11-13)
- Charlton Pettus – mix (1, 4, 6, 7, 10)
- Tim Palmer – mix (2)
- Max von Ameln – assistant ingénieur

Conception graphique
- Tommy Steele – conception, direction artistique
- Carrie Smith – direction artistique
- Cinta Vidal – pochette
- Frank Ockenfels – photographie

## Classements
L'album rencontre un vrai succès commercial (comme le groupe n'en avait pas connu depuis longtemps) entrant dans les classements de nombreux pays, y atteignant souvent le Top 10 : numéro 1 en Écosse, 2e au Royaume-Uni et en Belgique Wallonne, 3e en Allemagne, 4e en Suisse, 5e aux Pays-Bas, 7e en Australie, 8e aux États-Unis et en Belgique Flamande, 10e en France et en Irlande, 14e en Italie, 20e au Canada, 51e au Japon.